# Darwinie
Darwinie (Darwinia) je rod rostlin z čeledi myrtovité. Jsou to stálezelené drobnolisté keře rozšířené výhradně v Austrálii. Květy jsou drobné, v hroznovitých nebo hlávkovitých květenstvích. Některé druhy jsou specializované na opylování ptáky a jejich květenství jsou obalena nápadně zbarvenými listeny. Rod zahrnuje asi 90 druhů. Největší počet druhů roste na jihozápadě kontinentu. Mnohé druhy patří mezi ohrožené rostliny.

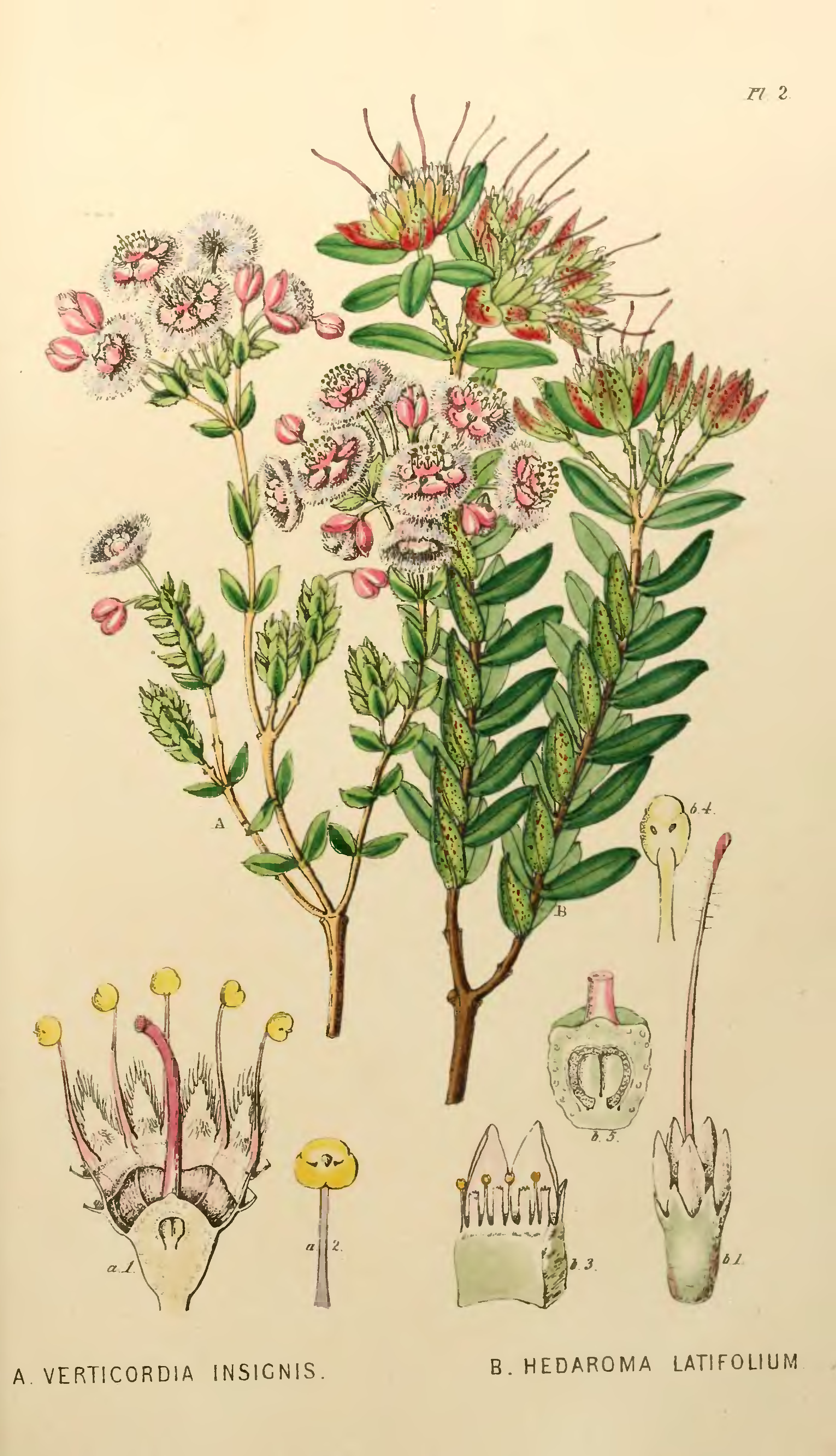
Darwinia citriodora na ilustraci z roku 1839 (rostlina vpravo)

## Popis
Darwinie jsou stálezelené aromatické keře, dorůstající výšky od 20 cm do 3 metrů. Listy jsou drobné až středně velké, jednoduché, vstřícné nebo střídavé, žláznatě tečkované. Květy jsou pravidelné, pětičetné, uspořádané ve vrcholových hroznech nebo květenstvích. U některých druhů je hlávkovité květenství podepřené nápadnými listeny tvořícími zákrov. Češule je zvonkovitá nebo trubkovitá a přesahuje semeník. Kalich je srostlý z 5 lístků, vytrvalý. Koruna je zelená, bílá, žlutá, červená nebo purpurová, složená z 5 volných korunních lístků. Tyčinek je 10, jsou přirostlé k okraji češule a srostlé v trubičku. Střídají se s 10 petaloidními nebo nitkovitými sterilními patyčinkami. Semeník je spodní, srostlý ze 2 plodolistů a obsahuje jedinou komůrku se 2 až 6 vajíčky. Plodem je nepukavý, suchý, zpravidla jednosemenný oříšek.

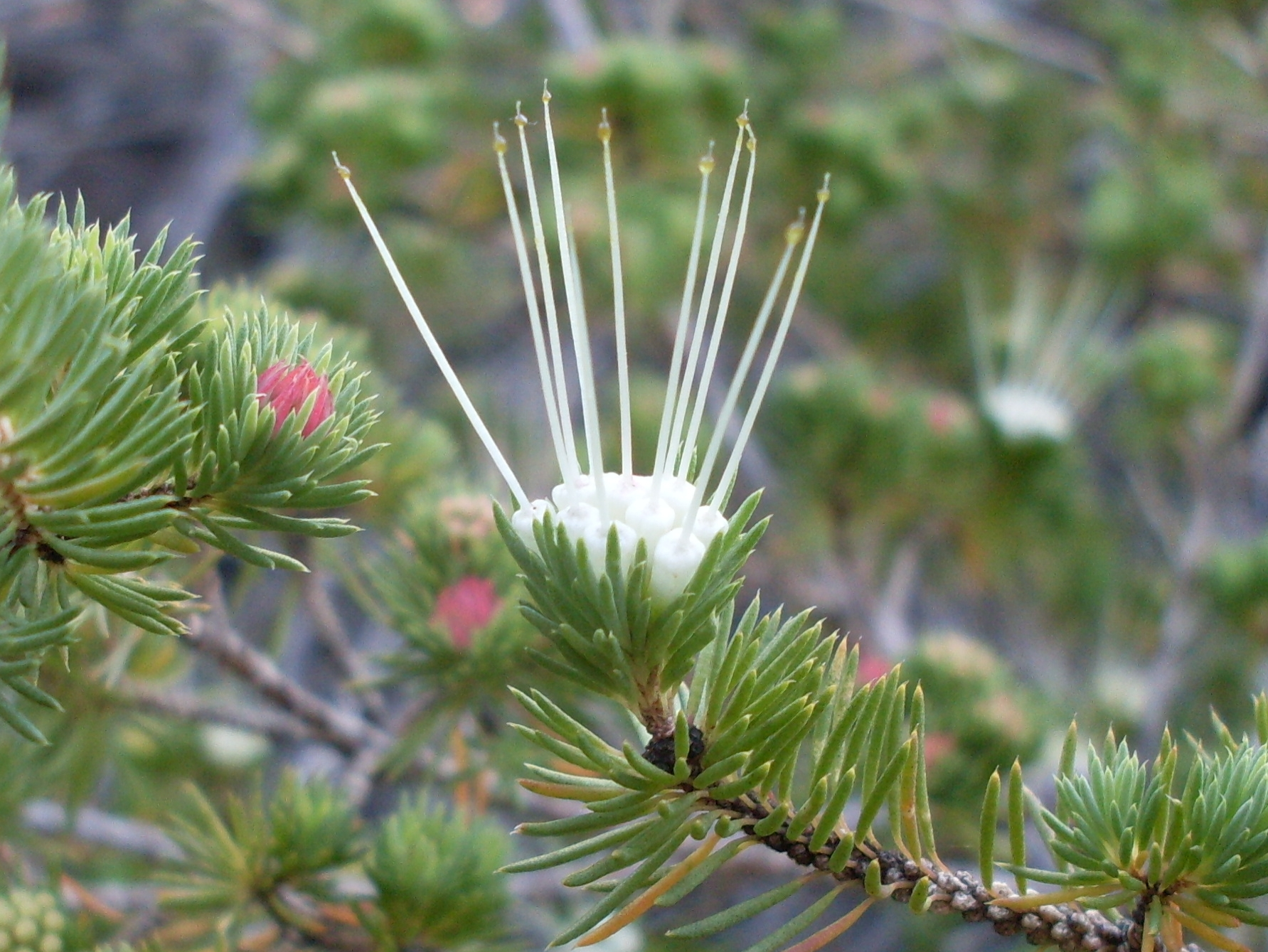
Kvetoucí Darwinia fascicularis
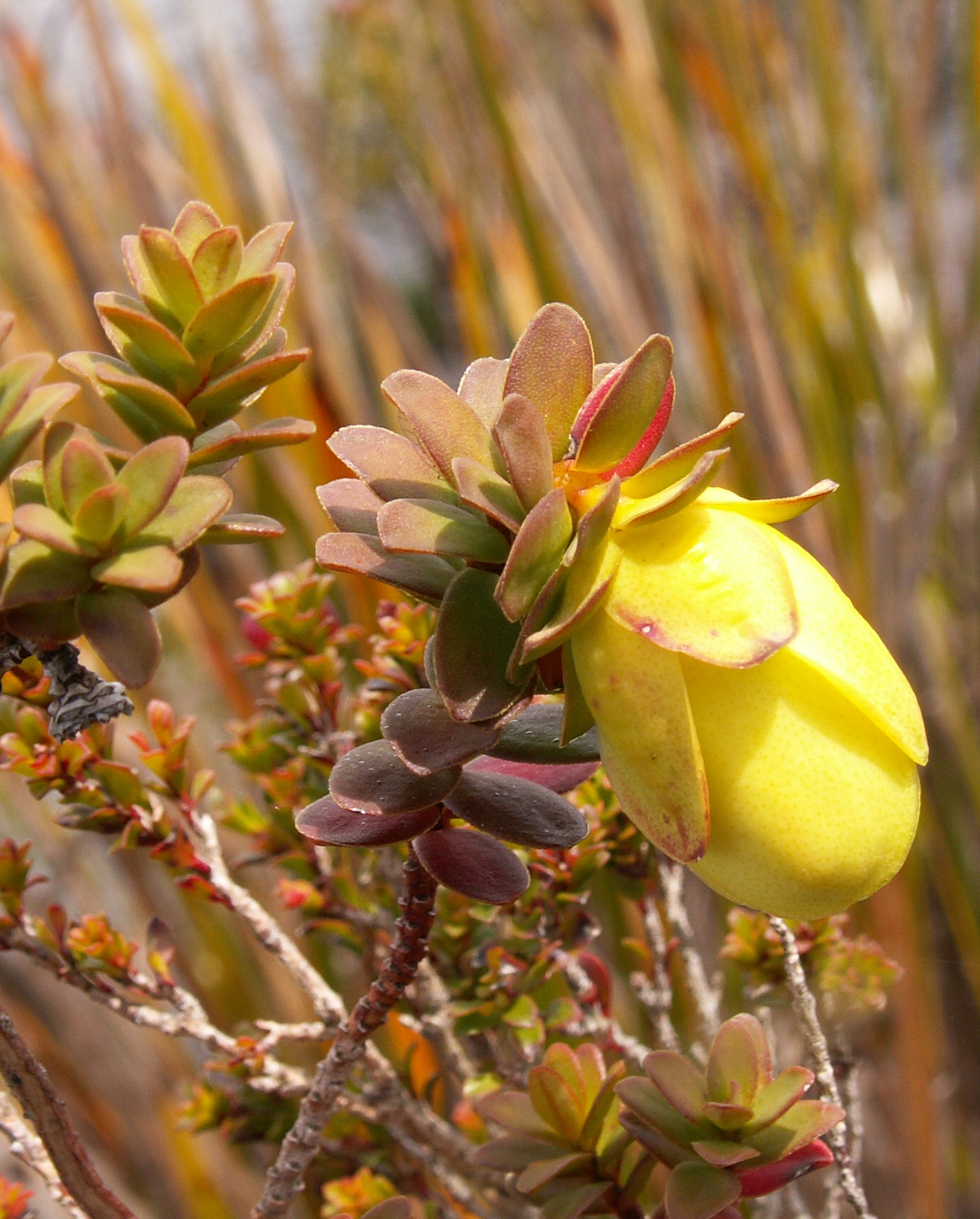
Darwinia collina
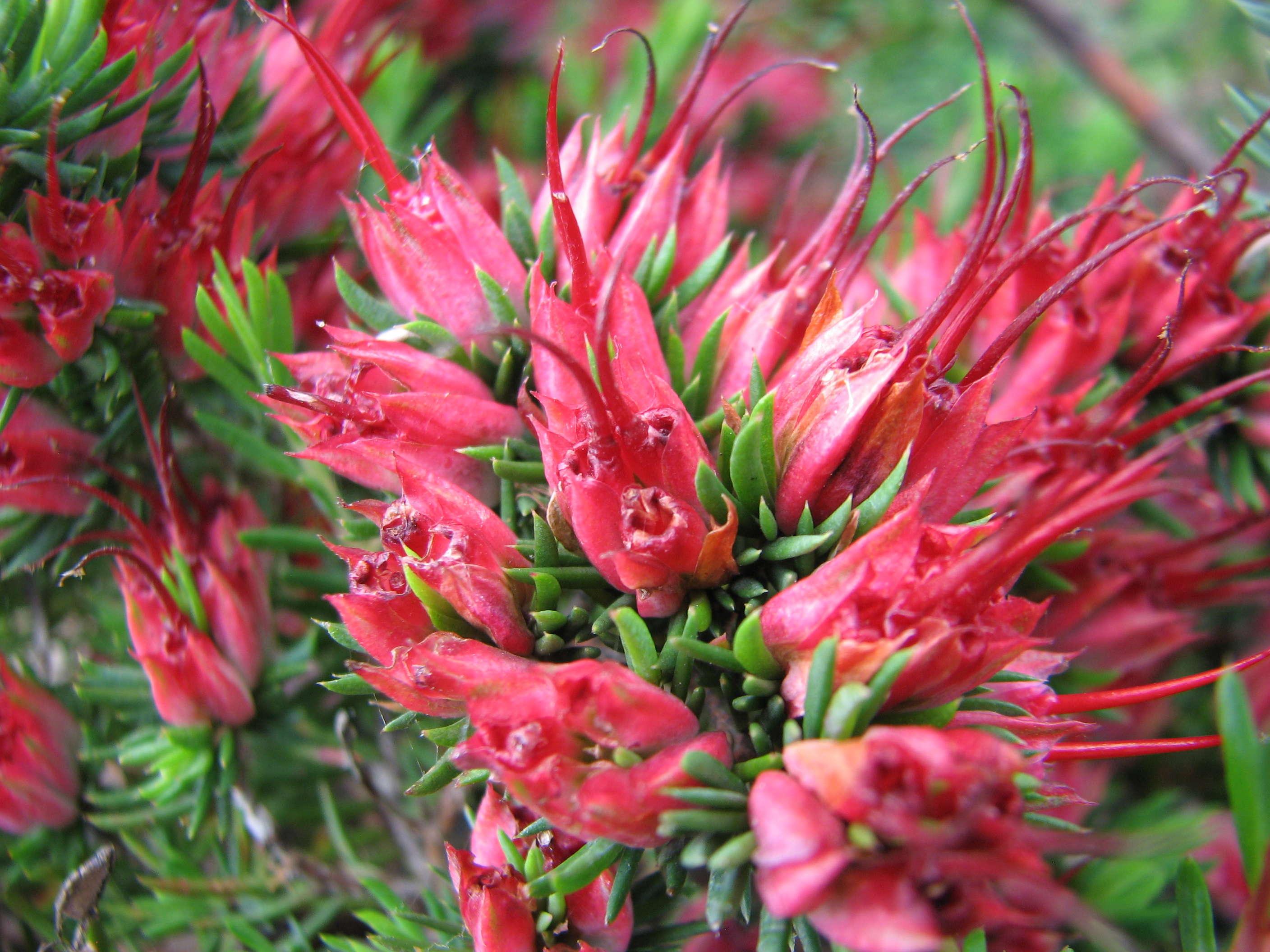
Květenství Darwinia grandiflora
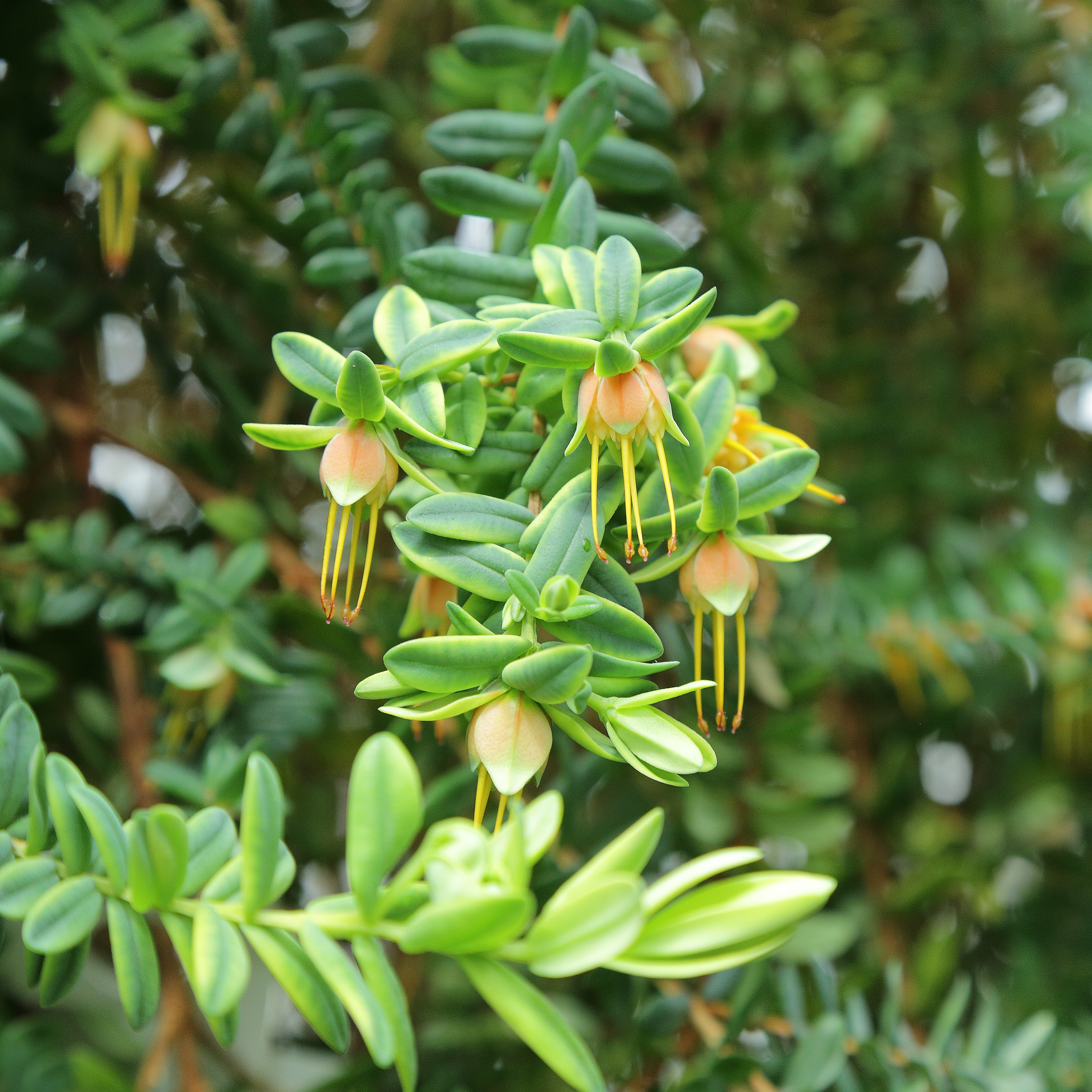
Drobnokvětý druh Darwinia citriodora

## Rozšíření
Rod zahrnuje asi 90 druhů a je rozšířen výhradně v Austrálii. Převážná většina druhů roste v jihozápadní Austrálii, pouze asi 15 ve východní a jižní části kontinentu. Značné množství druhů jsou stenoendemity a vzácné druhy.

## Etymologie
Rostlina nebyla pojmenována po Charlesu Darwinovi (v roce 1816 mu bylo 7 let), ale po anglickém lékaři a básníkovi Erasmu Darwinovi, jeho dědovi.

## Ekologické interakce
Květy darwinií jsou bohaté na nektar a jsou opylovány hmyzem (často včelami nebo vosami) nebo ptáky.
V Austrálii došlo při přizpůsobení se opylovačům k zajímavému konvergentnímu vývoji dvou nepříbuzných linií rostlin: darwinie z čeledi myrtovitých a rodu pimelea z čeledi vrabečnicovitých. U obou rodů lze najít druhy s bělavými květy nahloučenými v hustých vrcholových květenstvích, opylovaných hmyzem (např. Pimelea sylvestris a Darwinia vestita), i druhy specializované na opylování ptáky (např. Pimelea physodes a Darwinia macrostegia). Ty mají hlávkovitá květenství obalená nápadnými, často živě červeně zbarvenými střechovitými listeny, tvořícími zákrov připomínající korunní lístky. Květenství bývají převislá a navštěvují je zejména medosavky. U některých druhů je vazba s opylovačem velmi těsná. Květy D. masonii jsou převážně opylovány jediným druhem medosavky.
V jihozápadní Austrálii byly na květech některých druhů darwinií (D. vestita, D. pauciflora a jiné) pozorovány vosy z čeledi trněnkovití (Tiphiidae), specializovaní opylovači australských orchidejí.

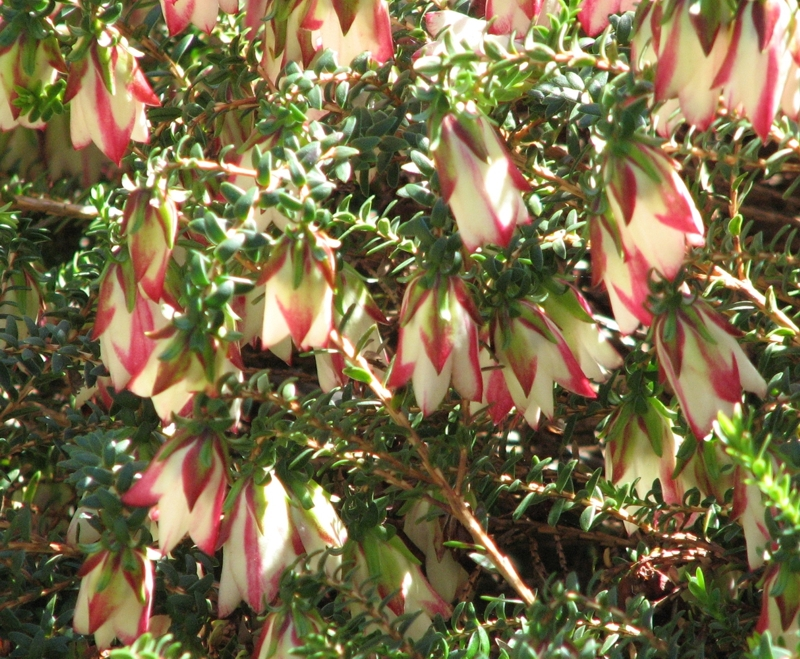
Ornitofilní darwinie Darwinia macrostegia
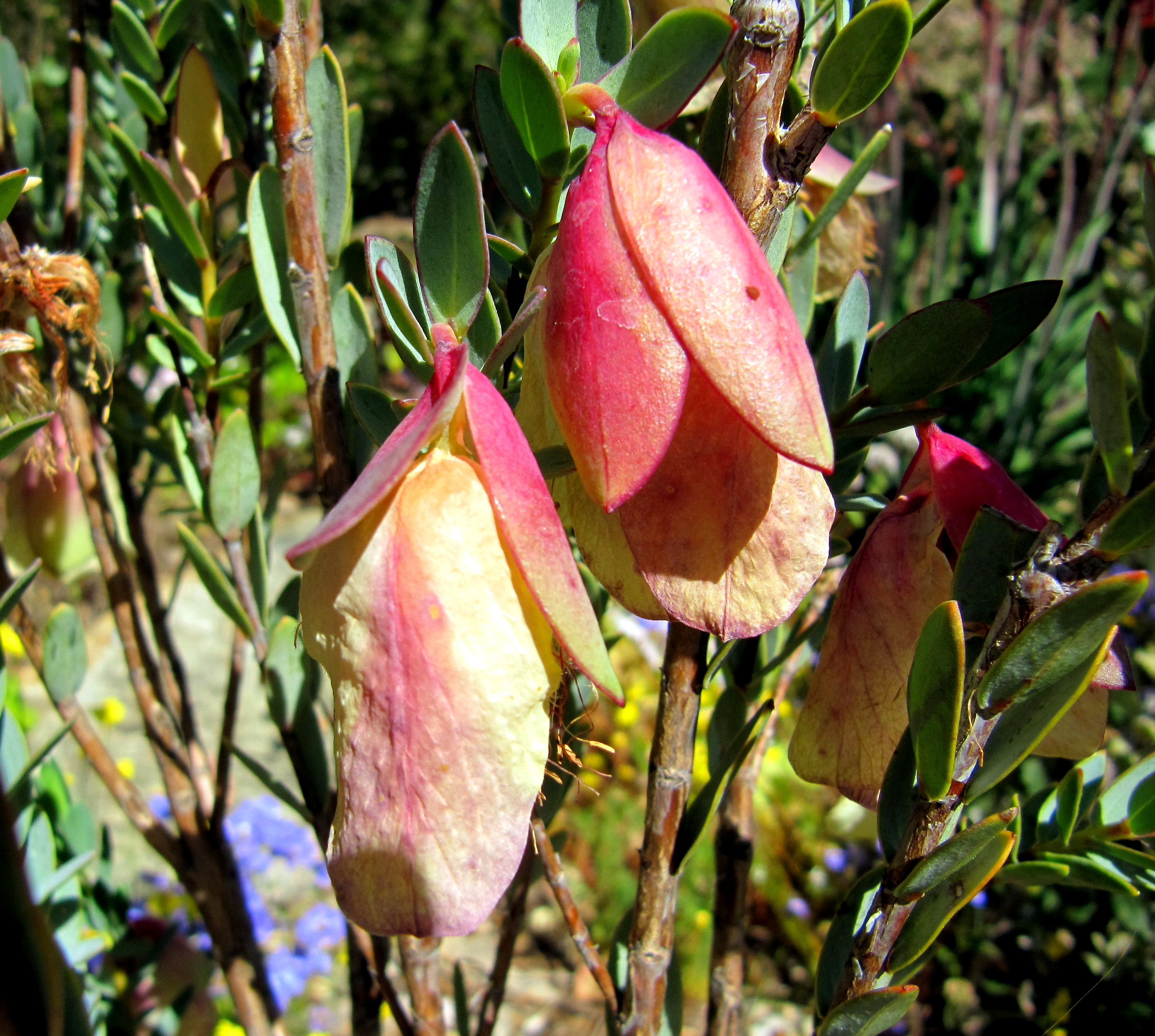
Ornitofilní pimelea Pimelea physodes
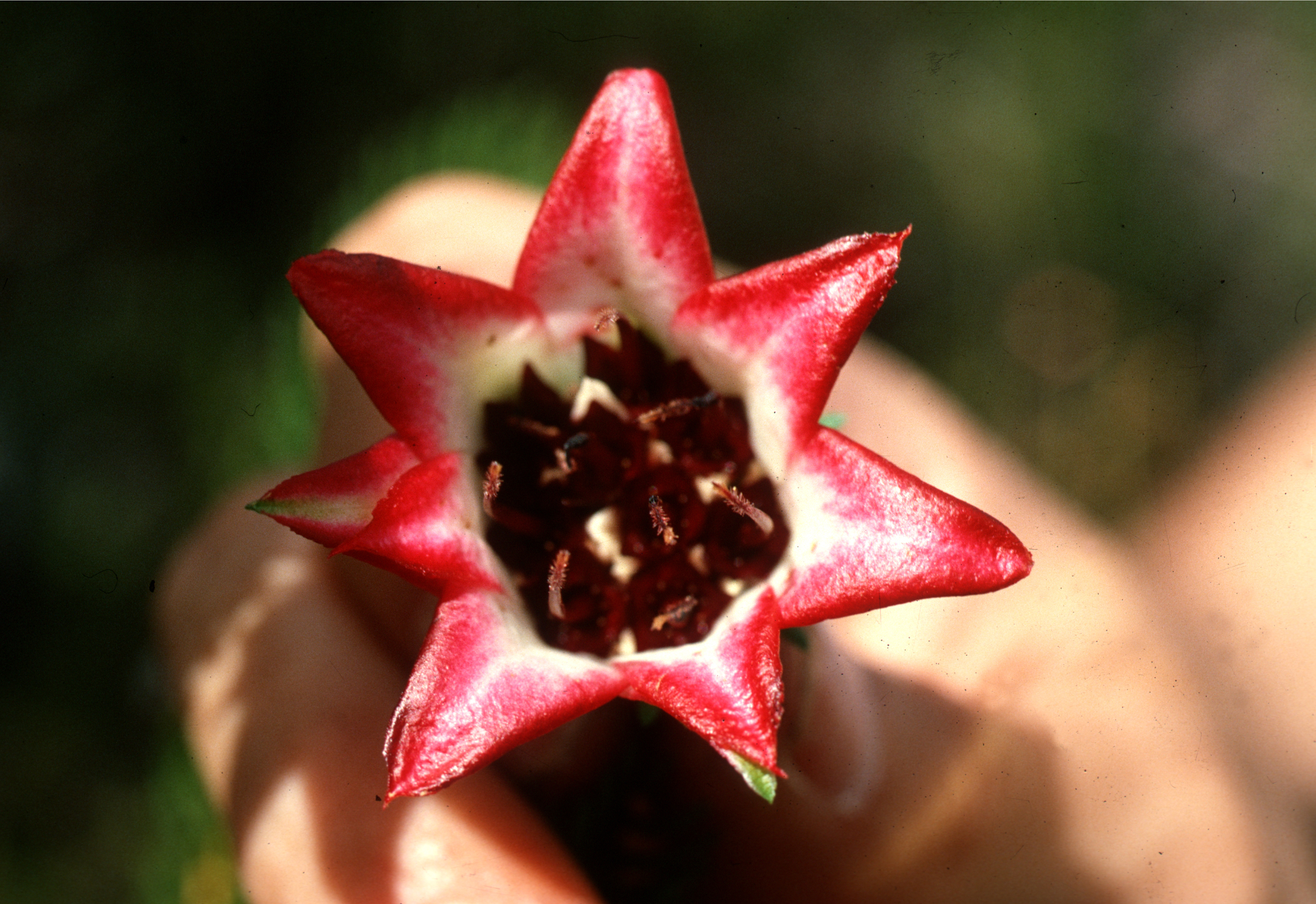
Čelní pohled do květenství Darwinia meeboldii
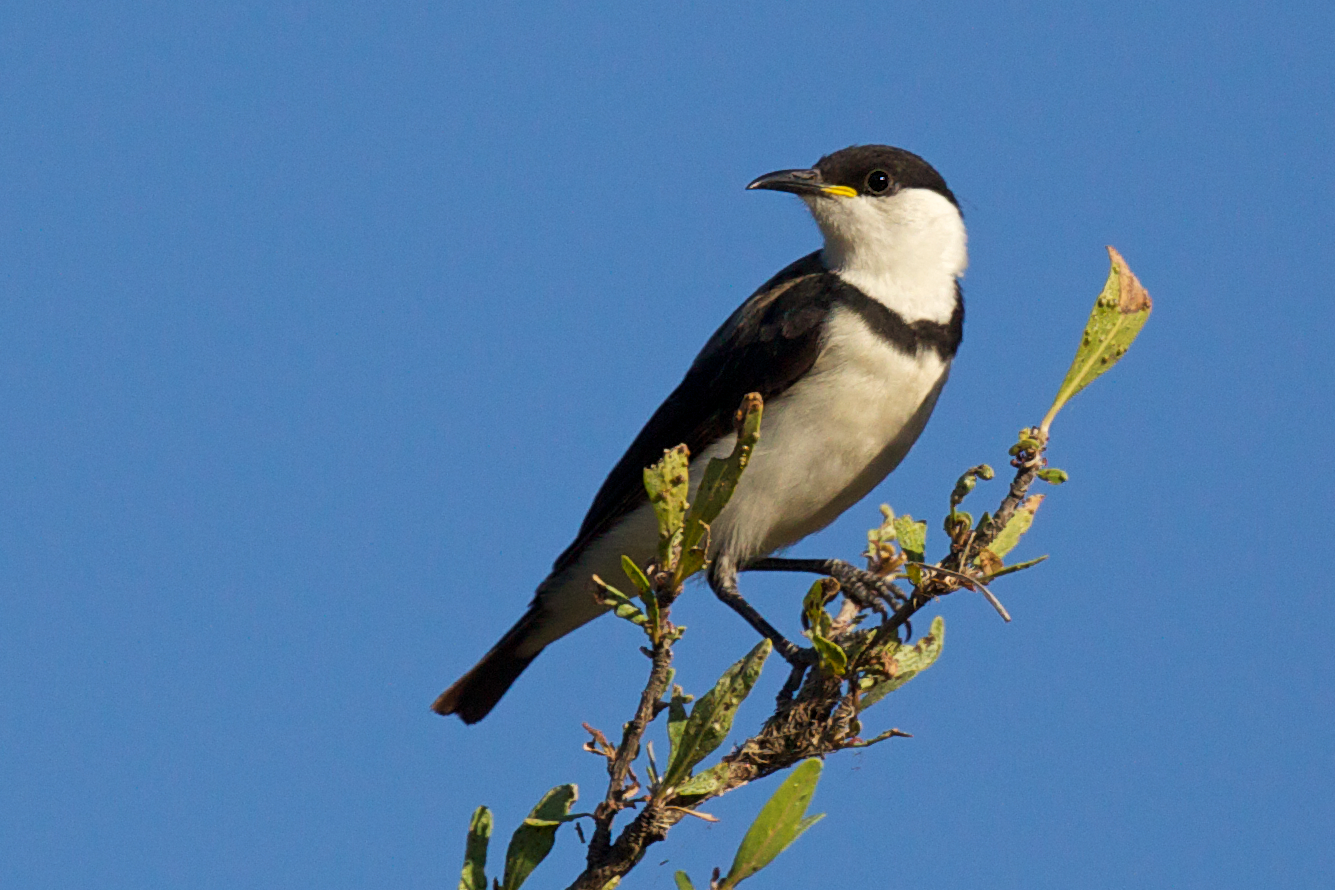
Australská medosavka pruhoprsá (Certhionyx pectoralis)

Darwinie jsou podobně jako řada jiných rostlin z jihozápadní Austrálie přizpůsobeny periodickým požárům vegetace. Požár zničí staré rostliny a populace se obnovuje ze semen, která spočívají v půdě v dormantním stavu. Bylo zjištěno, že vystavení teplotám od 80 do 100 °C značně zvyšuje jejich klíčivost a vytrhuje je z dormance. Vyšší teploty již působí nepříznivě. Semena šíří zejména mravenci, kteří je vyhledávají kvůli výživnému masíčku.

## Taxonomie
Rod Darwinia je v rámci čeledi myrtovité řazen do podčeledi Myrtoideae a tribu Chamelaucieae. Je součástí skupiny blízkých rodů, rozšířených vesměs rovněž v jihozápadní Austrálii: Actinodium, Chamelaucium, Verticordia a Pileanthus. Podle výsledků předběžných fylogenetických studií je rod Darwinia polyfyletický, rozdělený na 2 vývojové větve (skupina druhů z východu versus druhy z jihozápadu Austrálie), které spolu s rody z výše zmíněné skupiny tvoří vývojovou větev uvnitř rodu Verticordia. V taxonomii této skupiny proto lze ještě očekávat velké přesuny. Z jihozápadní Austrálie je také známa řada dosud nepopsaných druhů.

## Význam
Darwinie jsou vesměs atraktivní rostliny, které se však ve sklenících jen obtížně pěstují. Vyžadují plné slunce, nezásaditou, přiměřeně vlhkou půdu s malým obsahem dusíku. Množí se výsevem semen na jaře nebo polodřevnatými řízky v pozdním létě.